# Coptosia compacta
Coptosia compacta là một loài bọ cánh cứng trong họ Cerambycidae.